# Zemský okres Wunsiedel im Fichtelgebirge
Zemský okres Wunsiedel im Fichtelgebirge (německy Landkreis Wunsiedel im Fichtelgebirge) je okres na východě vládního obvodu Horní Franky, ve spolkové zemi Bavorsko. Na severu sousedí se zemským okresem Hof, na východě s českým Karlovarským krajem, na jihu se zemským okresem Tirschenreuth a na západě se zemským okresem Bayreuth.

## Poloha
V okrese Wunsiedel im Fichtelgebirge se nachází převážná část chráněného přírodního parku Smrčiny (Fichtelgebirge). Mezi ním se nachází Wunsiedeler Hochfläche, plochá krajina asi 600 metrů nad mořem. Nejvýše položeným místem je Schneeberg, který leží na západě okresu. Největší a nejdelší řekou, která okresem protéká, je Ohře (Eger), která právě ve Smrčinách pramení, a podél Hohenbergu poté pokračuje na české území.

## Historie
Převážná část dnešního okresu patřila do roku 1800 Bayreuthskému knížectví, které v podstatě právně nahradilo Prusko. Dělilo se na šest úředních obvodů: Hohenberg, Kirchenlamitz, Selb, Thierstein, Weißenstadt a Wunsiedel. Kvůli tomu bylo území také známé jako Sechsämterland (Země šesti úřadů). V roce 1810 připadlo území Bavorsku. V roce 1812 byly zřízeny zemské soudní obvody Wunsiedel, Kirchenlamitz, Rehau a Selb. Město Marktredwitz, které zpočátku patřilo svobodnému říšskému městu Cheb (Eger), připadlo v roce 1816 také Bavorsku, a bylo zařazeno pod správu soudního obvodu Wunsiedel. Obvody Wunsiedel, Kirchenlamitz, Rehau a Selb spadaly do roku 1817 do správy okresu Mohan (Mainkreis), od tohoto roku poté pod správu Hornomohanského okresu (Obermainkreis). Hornomohanský okres byl v roce 1838 přejmenován na Horní Franky (Oberfranken). V roce 1859 vznikl z dvanácti obcí soudního obvodu Wunsiedel a čtyř obcí obvodu Selb nový soudní obvod Thiersheim. Roku 1862 byl ze soudních obvodů Wunsiedel, Thiersheim a Kirchenlamitz vytvořen okres Wunsiedel, a z obvodů Selb a Rehau okres Rehau. V roce 1879 byli některé obce okresu Rehau připojeny k okresu Hof. Roku 1919 opustilo město Selb okres Rehau, a město Marktredwitz okres Wunsiedel, a stala se z nich samosprávná města. V rámci Bavorské územní reformy v roce 1972 byl vytvořen nový okres, který zahrnoval území stávajícího okresu Wunsiedel, jižní část okresu Rehau a doposud samosprávná města Selb a Marktredwitz. Pro nově vzniklý okres se uvažovalo o jménech Wunsiedel nebo Fichtelgebirge, ale v roce 1973 byly nakonec oba názvy spojeny, a vznikl zemský okres Wunsiedel im Fichtelgebirge. Z důvodu ztráty samosprávy byl městům Selb a Marktredwitz udělen alespoň status velkého okresního města.

## Hraniční přechody s ČR

### Dopravní
- Aš – Selb
- Pomezí nad Ohří – Schirnding

### Turistické
- Krásná – Neuhausen
- Libá – Hammermühle

## Města a obce
(K 30. září 2006)
- Města
  - Arzberg (5921)
  - Hohenberg an der Eger (1512)
  - Kirchenlamitz (3844)
  - Marktleuthen (3583)
  - Marktredwitz, velké okresní město (17 166)
  - Schönwald (3640)
  - Selb, velké okresní město (16 819)
  - Weißenstadt (3448)
  - Wunsiedel (10 032)

- Města s titulem „Markt“ (tržní města)
  - Schirnding (1432)
  - Thiersheim (2039)
  - Thierstein (1295)

- Obce
  - Bad Alexandersbad (1222)
  - Höchstädt im Fichtelgebirge (1217)
  - Nagel (1871)
  - Röslau (2412)
  - Tröstau (2611)

- „Nevčleněné přírodní oblasti“ (Gemeindefreies Gebiet – oblasti na území okresu, které však nepatří do jeho správy) (celkem 108,91 km²)
  - Hohenberger Forst (13,91 km²)
  - Kaiserhammer Forst-Ost (8,01 km²)
  - Martinlamitzer Forst-Süd (8,47 km²)
  - Meierhöfer Seite (2,97 km²)
  - Neubauer Forst-Süd (3,13 km²)
  - Selber Forst (17,97 km²)
  - Tröstauer Forst-Ost (9,71 km²)
  - Tröstauer Forst-West (14,46 km²)
  - Vordorfer Forst (9,71 km²)
  - Weißenstadter Forst-Nord (5,45 km²)
  - Weißenstadter Forst-Süd (15,11 km²)